# Traité de Westminster (1654)
Pour les articles homonymes, voir Traité de Westminster.

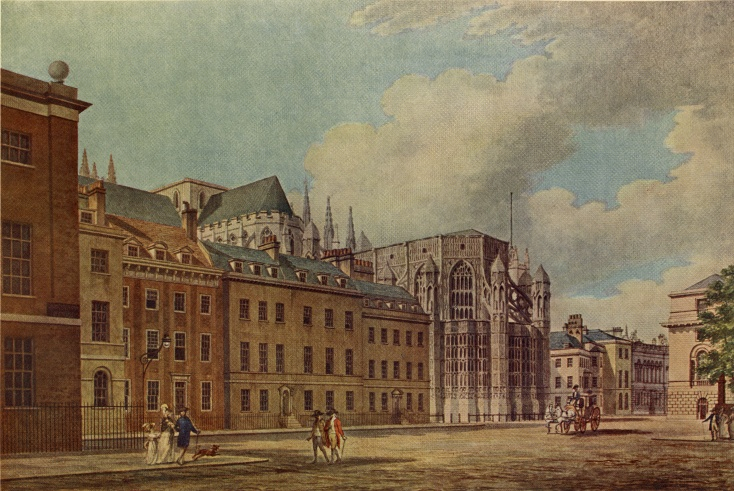
L'ancien Palais de Westminster, par Thomas Malton le Jeune (1748-1804).

Le traité de Westminster, signé le 15 avril 1654 entre l'Angleterre et la république des Provinces-Unies, met  fin à la première guerre anglo-néerlandaise (1652-1654). 

## Contexte

### Relations entre l'Angleterre et les Provinces-Unies
L'Angleterre est alors aussi une république depuis 1649, le Commonwealth d'Angleterre, dont le principal dirigeant est Olivier Cromwell.
Alliés à la fin du XVIe siècle en tant que pays protestants, lorsque les Provinces-Unies étaient en guerre contre le roi d'Espagne, les deux Etats sont ensuite devenus des adversaires pour le contrôle du monde colonial et du commerce international. 

### La première guerre anglo-néerlandaise
Elle éclate en 1652 à la suite des Actes de navigation votés par le Parlement anglais en 1651 qui exigent que les importations vers l'Angleterre soient transportées soit par des navires anglais, soit par des navires du pays d'origine des marchandises. 
La guerre aboutit à une défaite des Hollandais.

## Contenu du traité
Les Provinces-Unies reconnaissent les Actes de navigation anglais. 
Une clause secrète prévoit que Guillaume d'Orange-Nassau, alors âgé de 4 ans, n'accédera pas à la fonction de stathouder de la province de Hollande (acte de réclusion (en)), c'est-à-dire au commandement en chef de l'armée des Provinces-Unies, fonction qui depuis l'époque de Guillaume d'Orange (le Taciturne, 1533-1584) est tenue par des membres de la famille d'Orange-Nassau. 

## Suites
Les Provinces-Unies ont signé sous la contrainte. Une deuxième guerre anglo-néerlandaise a lieu en 1665-1667.